# یومه شینجو
یومه شینجو (انگلیسی: Yume Shinjo؛ زادهٔ ۲۷ آوریل ۱۹۹۸) بازیگر اهل ژاپن است. وی از سال ۲۰۱۸ میلادی تاکنون مشغول فعالیت بوده‌است.